# 火曜サプライズ
『火曜サプライズ』（かようサプライズ）は、2009年4月7日から2021年3月23日まで、日本テレビ系列で毎週火曜19:00 - 19:56（JST、2016年3月までは『1900』火曜枠）に全442回生放送されたバラエティ番組。通称『火サプ』（かサプ）。ハイビジョン制作。

## 概要
毎回、「旅とグルメで元気になる」をテーマに、2 - 3個の企画が放送される。これらの企画の合間にはスタジオトークが設けられ、企画内容の説明やフォロー、それにゲストによる各種の告知などに充てられた。後述の通り、開始当初は帯番組だった名残から、スタジオ部分は生放送で電話によるプレゼントの抽選なども行っている。このスタジオ部分は2011年以降、スケジュール等の関係から疑似生放送形式で事前収録するパターンも増えた（テロップの出し方などで見分けが可能）。収録の場合でも、スタジオのシーンで発言した内容がなぞりテロップで出されることはなかったが、2020年以降はスタジオシーンでもなぞりテロップが出るようになった。
番組開始当初は、2009年4月より日本テレビ系列の平日19時台にて放送されていた帯バラエティ番組で、本番組の前身でもある『サプライズ』（同年9月より『SUPER SURPRISE』に改題）の火曜日企画として放送されていたが、同番組の終了に伴い2010年4月20日放送分より単独番組に移行した。また2011年3月以降は、帯バラエティ番組として開始した『サプライズ』（『SUPER SURPRISE』）発の企画で、唯一存続している番組ともなった。
本番組の直後に編成され、火曜の本番組の生放送と前後する時間帯に収録している『踊る!さんま御殿!!』（日テレタワーで収録）や、『ザ!世界仰天ニュース』（麹町分室→番町スタジオで収録）とも連携することがあり、番組初回や前述の2018年9月25日放送分では、『御殿』収録の合間に明石家さんまが本番組へ生出演したり、2017年4月に『仰天ニュース』が火曜に放送時間帯を移してからは、後枠が『仰天ニュース』のスペシャルなどの宣伝などで、中居正広と笑福亭鶴瓶が麹町から中継で生出演することも多い。
歴代最高視聴率は、2時間スペシャルとして放送された2016年1月12日放送分の16.7%。レギュラー回としては2012年5月29日放送分の16.3%（関東地区）。
2020年10月13日放送分より、提供クレジットが絨毯付きのカラー表示に統一された。また同日放送分より、冒頭の19:00 - 19:01の1分間に、金曜を除く他曜日の19時台の番組とのコラボCMも放送されるようになった。

### 番組MC
MCは、番組開始当初よりウエンツ瑛士が務めてきたが、2018年8月28日放送分にて、同年9月末をもって国内での芸能活動を休止しイギリスのロンドンに留学することを発表。9月25日放送分の2時間スペシャルを最後に、2020年4月14日放送分にて復帰するまでの約1年半にわたって、本番組からも一時降板となった。
ウエンツの一時降板に伴い、2018年9月18日の生放送内で、同年10月より新MCとしてヒロミと青木源太（当時日本テレビアナウンサー）が就任することが発表された。さらに新レギュラーとして森星も加わった。

### 番組の終了
2020年12月9日付けのスポーツニッポン、10日付けのサンケイスポーツ・日刊スポーツの記事を通じて、本番組が2021年3月に終了を予定していることが報じられた。日本テレビの2021年4月改編に関するスポーツニッポンの記事によると、2020年に入ってからの新型コロナウイルス感染症の流行による影響で、本番組のメインコーナーでもある「アポなしグルメ旅」がアポなしでは十分な準備ができないとして、店側から難色を示されていたことで、ロケが困難になっていたと指摘している。他方で、当該記事では12月1日放送分の平均世帯視聴率は11.3％（ビデオリサーチ調べ、関東地区）を記録し、同時間帯で民放トップだったものの、番組側が関係先に「編成の総合的な判断」と番組の終了について説明していたことや、制作費の削減や広告獲得の問題を理由に挙げる関係者の話も紹介した。
本番組の、2021年3月23日放送分での終了が正式に発表されたのは、その2週間前の3月9日放送分でのことである。翌3月10日に行われた改編説明会では、本番組終了後の後番組として4月より、過去2回全国ネット特番として放送された『ウマい!安い!おもしろい!全日本びっくり仰店グランプリ』（中京テレビ制作）のレギュラー版でもある『ヒューマングルメンタリー オモウマい店』の放送開始を発表した。前述の通り、MCとして本番組に出演中であったヒロミは、同番組でも特番に引き続いてMCを務めることから、同時間帯で続投という格好となった。これに先んじて、2021年1月15日発売のデイリー新潮に掲載された記事においても、日本テレビが本番組の終了に伴って火曜19時台における番組制作から撤退することが明らかにされている。当該記事では、後番組の制作を系列局である中京テレビに譲渡したうえで、後番組として前出の『びっくり仰店グランプリ』をレギュラー化することも併せて紹介。さらに「日本テレビにとっては、こうした異例の編成によって、系列局の製作力がアップし、番組制作費も抑えることができるという」という、関係者からのコメントも引用されている。また本番組の終了に伴い、明治安田生命（2003年までは明治生命）も、『三波伸介の家族そろって三つの歌』（1974年 - 1975年）より47年間にわたって継続してきた火曜19時台の番組のスポンサーから撤退の運びとなった。
前身である『サプライズ』時代も含めた、12年に及ぶレギュラー放送が終了した後、2021年7月6日には特別番組として復活。今後は年数回（春と秋の番組改編も含む）の不定期特別番組として放送される予定であり、2022年1月1日にやはり特別番組として放送された『元日サプライズ』では、2年ぶりに「アポなしグルメ旅」ロケ企画が復活した。また、「都バスで飛ばすぜぃ!」も2022年5月と同年12月にBS日テレにて復活を果たしている。

## コーナー
- 「アポなしグルメ旅」 - 2015年以降のメイン企画。この企画には3パターンあり、1つ目はウエンツが放送回のメインゲストと撮影地をぶらり旅しながら、通行人におすすめの料理店を聞き出し、事前にアポイントメント（撮影許可）を得ていない店舗に突撃し、ウエンツ自身かゲストが直接撮影許可を取り、料理を堪能する企画。2つ目はウエンツが放送回のメインゲストとゲストのゆかりある場所で撮影を行い、行った事のあるグルメ店に突撃し、ゲストが直接撮影許可を取り、料理や思い出を堪能する企画。そして3つ目はDAIGOが、ゲストと過去に同番組が取材を申し込んだものの撮影NGになったグルメ店に突撃し、DAIGOもしくはゲストが直接撮影許可を取り、グルメを堪能する企画となっている。最多ゲスト出演者は大泉洋（TEAM NACS）で、番組最終回までに8回出演した[15]。
- 「くされえん珍道中」 - 気心知れた仲良しゲストと一緒にゲストゆかりの地をぶらり旅する。おすすめ絶品グルメを堪能しながらゲストの秘蔵映像や(秘)プライベートトークを紹介する。
- 「食いしんBOYS おいしい2人旅」 - ウエンツと石塚がビッグボーイに扮し、駅近の美味しいグルメを食べ尽くす。女性ゲストは一部を除き「食べたGirl」として登場する。2012年1月31日放送分から「太った料理人の店」の企画が開始。
- 「47都道府県 京さま&慎ちゃん 今日も飛ばすぜ!」 - 京本、柳沢とレギュラーメンバー（DAIGO、中田、藤森のいずれか一人）が全国各地の隠れご当地グルメを探す。「都バスで飛ばすぜぃ!」の続編。
- 「イケメン☆ブラ珍散歩」 - ウエンツが男性のイケメンゲスト（主に若手俳優）と共にお気に入りの街を散歩する。途中で足つぼマッサージを受けると決まって「生殖器が弱い」と言われるのがお約束である。
- 「食のダイゴ味」 - DAIGOが大物ゲストをグルメでおもてなしする。
- 「良純＆一茂＆DAIGOの60分1本勝負」 - 石原良純・長嶋一茂・DAIGOが制限時間60分間で毎回一つの街の魅力を引き出すぶっつけ本番のロケを行う。制限時間を過ぎた場合は「アディショナルタイム」としてスマートフォンでの映像撮影に切り替わる。

### 過去のコーナー
- 「京さま・慎ちゃん 都バスで飛ばすぜぃ! with 河本」 
  - かつて本時間帯にて放送されていた『追跡』の『都バスでとばせば旅気分』を踏襲した企画である。京本、柳沢、河本が都バス[注 6]に乗って隠れた名所を探す。2010年9月には、東京都交通局から2010年8月25日に「京さま・慎ちゃんの都バスで飛ばすぜぃ!夢の下町バス編」DVDを発売した記念の都営まるごときっぷが各駅の自動券売機で発売されている。路線毎に始点では3人が殴り合い、終点では河本が暴言を吐き、柳沢がパトカーのマネをして河本を連行するのがお約束となっている。次長課長の番組降板に伴い、2012年9月11日放送分をもって同企画も終了した。
  - その後、BS日テレにて「京さま慎ちゃんの令和も飛ばすぜ!」とのタイトルで復活することが2022年4月に発表され、2022年5月11日と18日に『旅する水曜日』の枠内で放送した[13][16]。同年12月にも同番組枠内での放送を予定しており、当面は半年に1回のペースで新作を制作・放映する予定としている[14]。
- 「そういえば…なんで!?」 - 言われてみれば気になる疑問を次長課長（知りたがり兄弟）が解決する。2011年1月11日は、山瀬も参加した。同企画も次長課長の降板に伴い終了した。
- 「なるほど!ザ・23区」 - 山瀬がゲストと東京23区をぶらり旅する。パワースポット紹介では島田秀平、人気ラーメン紹介では石神秀幸がそれぞれ登場する。
- 「なるほど!ザ・県庁所在地」 - 日本全国の県庁所在地をぶらり旅する。
- 「SURPRISE AND THE CITY」 - 仲良しの熟女4人組（萬田久子、杉本彩、杉田かおる、神津はづき）がSATCよろしく電車に乗ってファッショナブルな旅をする。タイトルは『SEX AND THE CITY』のパロディ。
- 「ザキヤマツアーズ」 - アンタッチャブル山崎が今一番ホットなグルメスポットを案内する。
- 「カッキー&オカッキー 東京おつまみMAP」 - 岡江久美子と賀来千香子が商店街やデパ地下を食べ歩きする。

## 出演者

### スタジオ出演
下記メンバーに加え、スタジオゲスト1組が出演。
- ウエンツ瑛士（2009年4月 - 2018年9月・2020年4月 - [注 7]） - メインMC
- ヒロミ（2018年10月23日 - ） - メインMC
- 山瀬まみ - サブMC
- 青木源太 - 2018年10月23日放送分から。また2020年9月29日放送分までは日本テレビアナウンサーとして、同年10月13日放送分からは退職に伴いフリーアナウンサーとして出演。
- 石塚英彦（ホンジャマカ） - 2012年10月放送分から
- DAIGO （BREAKERZ）- 2012年10月放送分から
- 中田敦彦（オリエンタルラジオ） - 2012年10月 - 2020年3月放送分まで
- 藤森慎吾（オリエンタルラジオ） - 2012年10月放送分より
- 次長課長（河本準一・井上聡）[注 8] - 番組開始から2012年9月放送分まで。降板後も不定期でゲスト出演していた。
- 馬場典子（2014年6月までは日本テレビアナウンサー）- 番組開始から2015年6月30日放送分まで。
- 岩本乃蒼（日本テレビアナウンサー） - 2015年7月から2018年9月放送分まで[注 9]
- 森星 - 2018年10月23日放送分から
- にんに君（番組キャラクターの着ぐるみ[注 10]）
- 江原啓之 - 2016年3月放送分から [17]

### ロケ出演
食いしんBOYS おいしい2人旅
- 「食べたGIRL」の女性ゲスト

47都道府県 京さま&慎ちゃん 今日も飛ばすぜ!
- 京本政樹
- 柳沢慎吾

基本的にはVTRへの登場のみだが、不定期に上記のゲスト枠でスタジオ出演することもある。
石原良純＆長嶋一茂＆DAIGOの60分1本勝負！
- 石原良純
- 長嶋一茂

なるほど!ザ・23区
- 島田秀平
- 石神秀幸
- おじさんゲスト（ベテラン俳優・タレント）

SURPRISE AND THE CITY
- 萬田久子
- 杉本彩
- 杉田かおる
- 神津はづき

ザキヤマツアーズ
- 山崎弘也（アンタッチャブル）

カッキー&オカッキー 東京おつまみMAP
- 岡江久美子
- 賀来千香子
- 渡部建（アンジャッシュ）

### ナレーション
- 雨蘭咲木子 - レギュラー版の他、復活特番でもナレーションを担当
- 市川展丈

#### 過去のナレーション
- 柴田秀勝 - 「くされえん珍道中」のナレーションを担当
- 沖佳苗
- 藤井恒久（日本テレビアナウンサー）
- 永島由子

## 放送局
- 基本的には、日本テレビ系列フルネット局での放送を中心とする一方、不定期ではあるもののクロスネット局2局での遅れネット放送も行われていた。
- 一部系列局で自社制作のプロ野球中継への差し替えを行う場合、当該放送分は他日振替で放送するが、振替先が火曜ではない場合（主に週末）であっても、番組名はそのまま「火曜サプライズ」として放送していた。

| 放送対象地域   | 放送局                    | 系列                                         | 放送日時           | ネット状況 | 備考      |
| -------------- | ------------------------- | -------------------------------------------- | ------------------ | ---------- | --------- |
| 関東広域圏     | 日本テレビ（NTV）         | 日本テレビ系列                               | 火曜 19:00 - 19:56 | 制作局     |           |
| 北海道         | 札幌テレビ（STV）         | 日本テレビ系列                               | 火曜 19:00 - 19:56 | 同時ネット |           |
| 青森県         | 青森放送（RAB）           | 日本テレビ系列                               | 火曜 19:00 - 19:56 | 同時ネット |           |
| 岩手県         | テレビ岩手（TVI）         | 日本テレビ系列                               | 火曜 19:00 - 19:56 | 同時ネット |           |
| 宮城県         | ミヤギテレビ（MMT）       | 日本テレビ系列                               | 火曜 19:00 - 19:56 | 同時ネット |           |
| 秋田県         | 秋田放送（ABS）           | 日本テレビ系列                               | 火曜 19:00 - 19:56 | 同時ネット |           |
| 山形県         | 山形放送（YBC）           | 日本テレビ系列                               | 火曜 19:00 - 19:56 | 同時ネット |           |
| 福島県         | 福島中央テレビ（FCT）     | 日本テレビ系列                               | 火曜 19:00 - 19:56 | 同時ネット |           |
| 山梨県         | 山梨放送（YBS）           | 日本テレビ系列                               | 火曜 19:00 - 19:56 | 同時ネット |           |
| 新潟県         | テレビ新潟（TeNY）        | 日本テレビ系列                               | 火曜 19:00 - 19:56 | 同時ネット |           |
| 長野県         | テレビ信州（TSB）         | 日本テレビ系列                               | 火曜 19:00 - 19:56 | 同時ネット |           |
| 静岡県         | 静岡第一テレビ（SDT）     | 日本テレビ系列                               | 火曜 19:00 - 19:56 | 同時ネット |           |
| 富山県         | 北日本放送（KNB）         | 日本テレビ系列                               | 火曜 19:00 - 19:56 | 同時ネット |           |
| 石川県         | テレビ金沢（KTK）         | 日本テレビ系列                               | 火曜 19:00 - 19:56 | 同時ネット |           |
| 福井県         | 福井放送（FBC）           | 日本テレビ系列                               | 火曜 19:00 - 19:56 | 同時ネット |           |
| 中京広域圏     | 中京テレビ（CTV）         | 日本テレビ系列                               | 火曜 19:00 - 19:56 | 同時ネット |           |
| 近畿広域圏     | 読売テレビ（ytv）         | 日本テレビ系列                               | 火曜 19:00 - 19:56 | 同時ネット |           |
| 鳥取県・島根県 | 日本海テレビ（NKT）       | 日本テレビ系列                               | 火曜 19:00 - 19:56 | 同時ネット |           |
| 広島県         | 広島テレビ（HTV）         | 日本テレビ系列                               | 火曜 19:00 - 19:56 | 同時ネット |           |
| 山口県         | 山口放送（KRY）           | 日本テレビ系列                               | 火曜 19:00 - 19:56 | 同時ネット |           |
| 徳島県         | 四国放送（JRT）           | 日本テレビ系列                               | 火曜 19:00 - 19:56 | 同時ネット |           |
| 香川県・岡山県 | 西日本放送（RNC）         | 日本テレビ系列                               | 火曜 19:00 - 19:56 | 同時ネット |           |
| 愛媛県         | 南海放送（RNB）           | 日本テレビ系列                               | 火曜 19:00 - 19:56 | 同時ネット |           |
| 高知県         | 高知放送（RKC）           | 日本テレビ系列                               | 火曜 19:00 - 19:56 | 同時ネット |           |
| 福岡県         | 福岡放送（FBS）           | 日本テレビ系列                               | 火曜 19:00 - 19:56 | 同時ネット |           |
| 長崎県         | 長崎国際テレビ（NIB）     | 日本テレビ系列                               | 火曜 19:00 - 19:56 | 同時ネット |           |
| 熊本県         | くまもと県民テレビ（KKT） | 日本テレビ系列                               | 火曜 19:00 - 19:56 | 同時ネット |           |
| 鹿児島県       | 鹿児島読売テレビ（KYT）   | 日本テレビ系列                               | 火曜 19:00 - 19:56 | 同時ネット |           |
| 大分県         | テレビ大分（TOS）         | 日本テレビ系列 フジテレビ系列                | 不定期放送         | 遅れネット | [ 注 12 ] |
| 宮崎県         | テレビ宮崎（UMK）         | フジテレビ系列 日本テレビ系列 テレビ朝日系列 | 不定期放送         | 遅れネット | [ 注 13 ] |
| 沖縄県         | 琉球放送（RBC）           | TBS系列                                      | 不定期放送         | 遅れネット |           |

## スタッフ
最終回時点
- 構成：小野高義、ヒロハラノブヒコ
- TM：吉松耕司
- SW：渡辺滋雄（以前はCAM）、三井隆裕【週替り】
- CAM：濱川和人、池田純哉【週替り】
- MIX：宮内貞、中野裕介【週替り】
- VE：橋詰聖仁、柳澤圭佑、片山雄斗、天内理絵【週替り】
- 照明：名取孝昌、髙見澤楓、井口弘一郎【週替り】
- 技術協力：fmt、ヌーベルバーグ、4cast.co.jp、ジーリンクスタジオ、SOLA
- 美術：上條宏美、田澤奈津美（共に一時離脱→復帰）
- 美術協力：日テレアート、アトリエパレット
- タイトルデザイン：小柴直之
- キャラクターデザイン：BON山本
- フードコーディネーター：松下忠司、古山さとこ
- リサーチ：フォーミュレーション、SACKA、高木美嘉、近江谷志織、岩田竜二郎、西村英樹、中林駿太
- 音効：吉田比呂樹、伊藤美寿々
- TK：塚越倫子
- デスク：田尻明日香
- 制作進行：田渕三由季（以前は演出補→AP）
- 演出補：安達千紗、永野莉帆、髙橋奈々、山口貴祐、八本航輝、飯田有香、早乙女啓、嶋田果南、中村郁、森大祐、坂本瑠璃、須藤翔大【週替り】
- AP：細川真琴・馬場ゆうみ（ジーヤマ）、神部美月（細川→以前は演出補►ディレクター、馬場→2019年10月15日-、神部→2020年10月27日-）
- ディレクター：中野貴文・吉田康生・山口敏・龍辰彦・三沢香恋・松木拓海（ジーヤマ）、渡辺康史、川村元昭（ZION）、常松雪奈・水戸部太樹、長谷川嘉紀（ギャグ・シンセサイザー）、武木田一馬、渡邊奈月（吉田→一時離脱►復帰、龍～松木→以前は演出補、川村→以前はスタジオD兼務、常松・水戸部→以前は演出補→スタジオD兼務、渡邊→以前は演出補）【週替り】
- 監修：芦澤英祐、山谷和隆、北山孝（芦澤→以前は総合演出、山谷・北山→2名共以前は演出）
- プロデューサー：酒井基成、黒川高／飯沼美佐子（ジーヤマ）、鈴木美江子（a.MTProduce）、佐藤三羽一、加藤大樹（ZION）、平井秀和（WAONZ）、望月祐歌（酒井→2019年6月4日 - 、黒川→2020年10月13日 - 、加藤→以前はディレクター►AP、平井→一時離脱►復帰）
- 演出：山下聖司、大島圭司（ジーヤマ）（山下→以前はディレクター►一時期総合演出、大島→以前はディレクター）
- 制作協力：ジーヤマ、ZION、WAONZ（WAO→2018年4月3日-）
- 統轄プロデューサー：中谷聡（2019年6月4日 - ）
- チーフプロデューサー：関健一（2019年6月4日 - ）
- 制作著作：日本テレビ

### 過去のスタッフ
- TM：古川誠一、樋口正史
- SW：村上和正、村松明、津野祐一（津野→CAMの回あり）
- CAM：榎本丈之、村上和正、西阪康史、小林豊、伊藤孝浩、岡田勇輝、加美山稔、佐原陽平、中村佳央
- MIX：勝又理行、山田淳、加賀金重郎、小境健太郎、小原正広、星野正樹、伊藤義典、滝口祐造
- VE：八木一夫、茅野温子、佐藤大心、三山隆浩、高橋卓、星勇次、沼田広美、久野崇文、斎藤孝行、吉崎慶、菅谷典彦、三崎美貴、狩野博貴、牛山敏彦、岩原正明、鈴木裕美、古手川大、松下達也、寺澤由明、渡邊佳寛、竹内萌江、向山江梨佳、塩原和益、笈川太、三橋崇弘、池田祐一郎、鬼頭知佐、喜屋武寛之
- 照明：真壁弘、藤山真緒、河内俊明、谷田部恵美、高橋明宏、宮田千尋、木村弥史、青山桃子、内藤晋、高星武志、千葉雄、小笠原雅登、高橋正彦、菅原佑介、綱押啓司、仲野貴信、村上洋平、大矢晃、坂口詩歩、池長正宏、市川朋樹、大川俊行、小川勉、加藤恵介、粂野高央、大内一斉、本木卓、下平好実、長谷川剛史(士)
- 技術協力：NiTRo、八峯テレビ、DEEP、NTTメディアクロス、アンサーズ、OMNIBUS JAPAN、STUDIO38
- 協力：樹徳館
- 美術：中原晃一、小宮菜々子、星野充紀、柿崎愛子、塚本春菜、園田悠之佑
- CG：アイヴリックスタジオ
- 音効：金周贊、巫璃
- イラスト：TOH
- ホームページ：佐藤純一
- テレドーム：今井康裕
- 編成：越部憲洋、小野隆史、糸井聖一、吉無田剛、鬼頭直孝、横田崇、久保真一郎
- 広報：友定絋子、神山喜久子、柳沢典子
- 営業：井田佳男、高松美緒、東井文太、清水美菜子、夏目充博
- デスク：佐藤恵子
- ECG：石黒好美
- 演出補：滝田靖明、渡部慎哉、丹羽亮介、井上明友美、稲積桃花、坂本晴菜、五十嵐ひとみ、里村有紀、小舟舞、高木彩瑛、森野好、諸賀智衣、蒲龍太郎、髙橋美由、池田恵、江見星哉、小河亮、出戸香菜子、井上将司、金子陽平、山下貴之、渡辺律、香取柚美子、平林慧、永木莉英子、鍛治健介、平松結有、石村凌、井上智晶、上町修大、山中詩朋里、毎田覚、中野宏美、岩川奈那美、濱中彩、桑村大地、宗形あかり、宮崎弘平、橋詰晃、金子美緒
- 演出補/ディレクター：加藤清香
- AP：穴吹侑子、久田誠司、豊川かおり、山﨑雅恵、富澤美和子、神田聡美、渡辺敦成、小菅剛、若林亜希（若林→以前は演出補）、吉田翔
- ディレクター：新井秀和/鈴木淳一、鈴木和昭、澤田隆昌、松田幸樹、水嶋陽、福田龍、高橋寛之、高田直、櫛山慶、太田実、山本健太、永松近也、尾和龍弥、石田一利、小川剛、村井このみ、田口将伍、五島大徳、野口博志、津田宗孝、本広丈二（野口～本広→共に以前は演出補）、井谷光太郎、流郷敏隆、鈴木崇志、武藤利治、柿田隼（柿田→以前は演出補►一時離脱）、福永勇樹、佐々木万由子（佐々木→以前は演出補►一時離脱）、福盛健太
- スタジオ演出：津郷大吾（2019年4月9日-）
- フロアーD：谷口顕（以前はディレクター）
- 監修：川勝茂（以前は演出）
- プロデューサー：上田識喜、今井康則、岡田五知信、熊田靖士、宮本靖広、宮本誠臣、本井雅美（本井→以前はAP）、日向野明、深谷圭二、森千花子、小江翼
- 演出：森山琢哉（以前はディレクター►総合演出）、佐藤雄（以前はディレクター）
- 統括プロデューサー：高谷和男、南波昌人
- チーフプロデューサー：竹内尊実、大野彰作、藤井淳、加藤幸二郎、伊東修
- 制作協力：LUCAS、AX-ON

### 復活特番
- 構成：小野高義、ヒロハラノブヒコ、大谷裕一（ヒロハラ・大谷→第2回）
- 技術協力：fmt、Tec Service、SOLA、4cast.co.jp、ジーリンクスタジオ（Tec・SOLA→第2回）
- 美術：上條宏美、田澤奈津美
- 美術協力：日テレアート、アトリエパレット
- CG：古川滋彦、鈴木晴花（共に第2回）
- タイトルデザイン：小柴直之
- キャラクターデザイン：BON山本
- 音効：岡田淳一
- TK：塚越倫子
- デスク：田尻明日香
- ディレクター：山口敏・三澤香恋（ジーヤマ）、吉澤直樹、川村元昭（ZION）、山本健太、常松雪菜、渡邊奈月/八本航輝、永野莉帆、城野綾子、赤坂笑子、茂木桜、田口悠（山口・三澤・吉澤・山本・八本・永野・城野・赤坂・茂木・田口→第2回、常松→第1回は雪奈名義、八本・永野→第1回は演出補）
- プロデューサー：黒川高、越山理志／北山孝（ジーヤマ）、加藤大樹（ZION）、平井秀和（WAONZ）、鈴木美江子（a.MTProduce）、佐藤三羽一、細川真琴・馬場ゆうみ（ジーヤマ）、澤野由佳、米重絵理（越山・細川・馬場・澤野・米重→第2回、細川・馬場・澤野→第1回はAP）
- 演出：山下聖司、大島圭司（ジーヤマ）
- 制作協力：ジーヤマ、ZION、WAONZ
- 統轄プロデューサー：中谷聡
- チーフプロデューサー：島田総一郎
- 制作著作：日本テレビ

### 過去のスタッフ（復活特番）
- TM：吉松耕司（第1回）
- SW：村松明（第1回）
- CAM：池田純哉（第1回）
- MIX：宮内貞（第1回）
- VE：三橋崇弘（第1回）
- 照明：髙見澤楓（第1回）
- 技術協力：ヌーベルバーグ（第1回）
- 演出補：嶋田果南、宇野想健、谷本薫香、濱田陸人（共に第1回）
- ディレクター：龍辰彦（ジーヤマ）、渡辺康史、長谷川嘉紀（ギャグ・シンセサイザー）、武木田一馬、峯村翼（共に第1回）
- 監修：芦澤英祐（第1回）

## 備考
- 2011年3月15日放送分は東日本大震災発生後、日本テレビのゴールデンタイム・プライムタイムの番組で最初に放送された通常番組となった（在京キー局としても初）。
- 2012年10月2日放送分の3時間SPでは、関東ローカルで18:57 - 19:00に事前枠『スペシャルオープニング』を別途放送。
- 2013年3月8日（金）の19:00 - 20:54には、派生番組『金曜もサプライズ 芸能人手料理屋台まつり2HSP』が放送された。
- 2019年8月6日放送分はDAIGO・藤森による香港ロケ「絶品グルメ食い倒れツアー」が放送されたが、放送前日に発生した香港逃亡犯条例改正案反対デモに伴う交通機関のゼネラル・ストライキを受け、アナウンサーによる香港渡航に関する注意勧告がロケ映像の最後に流れた。